# Alexander Henry (explorateur)
Pour les articles homonymes, voir Alexander Henry.

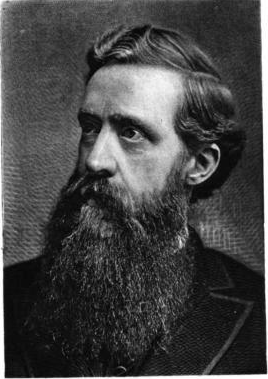
Alexander Henry

Alexander Henry (New Brunswick (New Jersey), août 1739-Montréal (Québec), 4 avril 1824) est un explorateur et négociant en fourrures américain.

## Biographie
Né dans une famille de commerçants, il travaille dès 1759 comme marchand à Albany (New York). Il s’enrichit en fournissant l'armée britannique lors de la Guerre de la Conquête. En 1760, après la Bataille des plaines d'Abraham, il est placé ) la tête de trois navires d’approvisionnement avec mission de suivre Jeffery Amherst du lac Ontario jusqu'à Montréal.
Au début de 1761, il rencontre Jean-Baptiste Leduc aux Cédres qui lui fait connaître les riches possibilités de négociation à entreprendre à Michilimackinac et autour du lac Supérieur. Il arrive ainsi à Michilimackinac parmi les hostiles Ojibwés et parvient à s'y faire accepter, le chef Wawatam l'adoptant même comme un frère. Ses capacités diplomatiques lui permettent de tisser des liens avec les Français, alliés des Ojibwés et par la-même, de faciliter le commerce des fourrures. En 1762 et 1763, il fait ainsi des affaires à Sault Sainte-Marie et y devient l'ami de Michel Cadotte (en).
À son retour à Michilimackinac, il apprend le soulèvement du chef Pontiac et lors de l'attaque de Fort Michilimakinac, est fait prisonnier dans la maison de Charles Michel de Langlade. Sauvé par Wawatam, ce dernier le protège alors dans l'île Mackinac à Skull Cave. Il demeurera avec lui et sa famille près d'un an et étudiera ainsi leurs mœurs et coutumes.
Au printemps de 1764, il retourne à Michilimackinac puis à Sault Sainte-Marie où il reste sous la protection de Cadotte. Désireux de récupérer ses biens, il se joint à l'expédition de John Bradstreet et avec les troupes du capitaine William Howard réoccupe Michillimakinac en septembre 1764.
En 1765, il obtint un monopole du commerce sur le lac Supérieur. Il hiverne en 1767-1768 sur la rivière Michipicoten où il conclut un partenariat avec William Johnson, entreprise non rentable qui sera dissoute en 1774.
En 1775, il explore le Nord-Ouest du lac Supérieur et la région du lac Amisk, fonde un poste au Nord de la Saskatchewan et monte jusqu'à la rivière Churchill où il se lie avec les indiens Nakota et Denesuline. Il tente ensuite de convaincre Marie-Antoinette d'établir un accord sur le commerce des fourrures, en vain.
De retour en Amérique du Nord britannique en 1777, il s'associe à Jean-Baptiste Blondeau. Lors de ses voyages en Angleterre, il se lie avec Joseph Banks et Daniel Solander avec qui il travaille à l'étude d'une route terrestre pour rejoindre l'océan Pacifique.
Installé à Montréal en 1781, il fonde en 1785 avec dix-huit autres commerçants de fourrures le Beaver Club. Il s'associe ensuite avec John Jacob Astor, Simon McTavish et la Compagnie du Nord-Ouest pour développer le commerce des fourrures vers la Chine puis, contre la Compagnie du Nord-Ouest, en 1792, avec John Forsyth, Jacob Jordan, Alexander Ellice et Peter Pond. Il obtient malgré tout, avec son neveu, des actions de la Compagnie pour une durée de six ans, actions qu'il revend en 1796.
Juge de paix (1794-1821), en 1806, il est l'un des principaux donateurs à la construction de la Colonne Nelson à Montréal.
Il meurt à son domicile Rue Notre-Dame à Montréal le 4 avril 1824.

## Œuvre

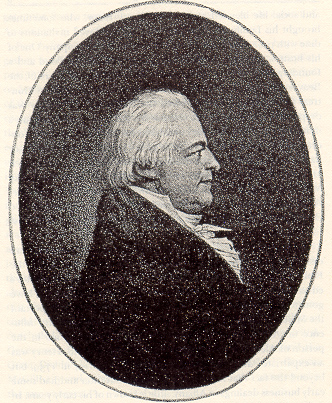
Portrait d'Alexander Henry dans son ouvrage de 1809

- Travels and Adventures in Canada and the Indian Territories between the years 1760 and 1776, 1809